# Josef Niessen
Josef Niessen (* 24. November 1922; † 26. Januar 1994; anderer Name: Dave Daffodil) war ein deutscher Arrangeur und Komponist von Unterhaltungs-, Schlager- und Filmmusik.

## Leben und Wirken
Niessen studierte an den Musikhochschulen Berlin und Köln Komposition und Kirchenmusik. Von 1945 bis Ende der 1960er Jahre war er Dirigent beim Bayerischen Rundfunk. Danach arbeitete er als freischaffender Musiker und Komponist.
Josef Niessen wurde durch zahlreiche Schallplattenaufnahmen mit Saxophon-Instrumentaltiteln bekannt.
Von 1954 bis 1966 war er mit Ilse Werner verheiratet.
Seine Grabstätte befindet sich auf dem Bergfriedhof in Bad Wiessee.

## Filmmusik
- 1940: Aber mein Hans, der kann’s
- 1951: Die Mitternachtsvenus
- 1959: Mein ganzes Herz ist voll Musik
- 1960: Wegen Verführung Minderjähriger
- 1970: Erbe gesucht - Theater vorhanden